# Anúna
Anúna è un ensemble corale irlandese che ha conquistato fama internazionale grazie alla sua partecipazione allo show Riverdance verso la metà degli anni Novanta. Il gruppo fu fondato nel 1987 dal compositore Michael McGlynn col nome di An Uaithne, una parola irlandese che indica i tre tipi di musica celtica tradizionale: Suantraí (ninna-nanna), Geantraí (canzone allegra) e Goltraí (lamentazione). Uno degli scopi principali del gruppo era proprio esplorare e ridefinire la musica celtica, oltre che interpretare le composizioni originali di McGlynn ed i suoi arrangiamenti di brani medioevali e tradizionali.
Il gruppo cambiò nome nel 1991, e benché coinvolti nello show Riverdance ne fecero parte solo per poco più di un anno. Il loro lavoro è molto difficile da inserire in una categoria, e sono divenuti un fenomeno di culto più che un gruppo inserito nel panorama musicale classico o tradizionale celtico.
Il gruppo fa sfoggio di un apporto vocale molto particolare e insolito, dovuto alla presenza di cantanti sia con molta che con pochissima esperienza; che si presenta inoltre in maniera estremamente evocativa, combinando nei loro concerti costumi e movimenti alla luce delle candele. Il gruppo ha vinto un National Entertainment Award per la musica classica nel 1994, ed ha ricevuto una nomination per il Classical Brit Award nel 2000.
Hanno tentato di differenziarsi dal filone musicale "celtico" con l'album Sensation, pubblicato ad aprile del 2006. Esso comprende brani vocali e strumentali con testi latini, inglesi, irlandesi moderni e medioevali, tra cui sono compresi anche testi del poeta francese Arthur Rimbaud e della mistica medievale tedesca Santa Ildegarda di Bingen.
Nel gennaio 2007 registrano una serie di performance dal vivo a Cleveland, in corso di trasmissione negli Stati Uniti sul Public Broadcasting Service da agosto a settembre dello stesso anno. Le esibizioni sono state pubblicate nell'album dal vivo Celtic Origins, raggiungendo la prima posizione nella classifica degli album di World music nella seconda settimana di distribuzione. distribuzione anche un DVD con lo stesso titolo, il primo del gruppo.

## Discografia

### Album in studio
- 1993 – Anúna
- 1994 – Invocation
- 1995 – Omnis
- 1996 – Deep Dead Blue
- 1997 – Behind the Closed Eye
- 2000 – Cynara
- 2002 – Winter Songs
- 2006 – Sensation
- 2007 – Celtic Origins
- 2008 – Christmas Memories [CD + DVD]
- 2009 – Invocations of Ireland [DVD]
- 2009 – Sanctus
- 2010 – The Best of Anúna ++
- 2010 – Christmas with Anúna
- 2012 – Illumination
- 2014 – Illuminations
- 2015 – Revelation
- 2017 – Takahime (single)
- 2017 – A Christmas Selection ++
- 2017 – Selected 1987-2017 ++
- 2017 – Selected II 1987-2017 ++

### Raccolte
- 2005 – The Best of Anúna

## Videografia
1. 2007 – Celtic Origins